# Jametz
Jametz è un comune francese di 260 abitanti situato nel dipartimento della Mosa nella regione del Grand Est.

## Storia

### Simboli
Il disegno nello stemma allude alla grande torre-fanale, detta Cornica, che sorgeva al centro del castello di Jametz. Questa cittadella fortificata apparteneva originariamente a Godefroy le Bossu, duca della Bassa Lorena. Questa città fu ceduta da Carlo IV di Lorena, al re di Francia che la diede al principe di Condé. Le sue fortificazioni furono smantellate nel 1673.

## Società

### Evoluzione demografica
Abitanti censiti